# Pleconaril
O Pleconaril é um medicamento anti-viral, capaz de inibir in vitro a replicação do rinovirus e enterovírus. Num estudo duplamente cego parou a evolução da rinofaringite viral no 2º dia de tratamento. Porém apresentou efeitos colaterais: náuseas em 6% dos casos, contra 4% no grupo placebo e diarreia em 9% versus 7% no grupo placebo. Porém estimula enzimas tais como o cytochrome P-450 3A , que metabolizam medicamentos tais como o etinil-estradiol funcionando como um antagonista dos anticoncepcionais. Noutro estudo, este medicamento parou a infeção em 24 horas quando administrado precocemente. O seu registo foi recusado pela FDA em Agosto de 2002 pois provoca irregularidades menstruais e gravidez em mulheres sob anticoncepcionais. Em 2007 inciou-se um estudo sobre este medicamento em aerossol mas os resultados ainda não foram publicados.